# TAF Deutsche Meisterschaft Orientalischer Tanz 2021
Die TAF Deutsche Meisterschaft Orientalischer Tanz 2023, der offizielle deutsche Meisterschaftswettbewerb zum Orientalischen Tanz unter der Schirmherrschaft des TAF Germany, fand am 18. bis 19. September 2021 statt. Der Meisterschaftsgewinn qualifiziert für internationale Wettbewerbe, etwa jene der International Dance Organization und den Dance World Cup.

## Umsetzung
Aufgrund der gesellschaftlich und geseltzlichen Einschränkungen der COVID-19-Pandemie fand die Veranstaltung online für alle Teilnehmer und wurde per Zoom übertragen, lediglich die Jury traf sich in Kongressräumlichkeiten in Baunatal zusammen. Die Jury bewertete anschließend bis zu Stichtag eingesendete Videos mit Auftritten der Teilnehmerinnen. Insgesamt erfolgten 138 Starts. Bewertungsrichter waren  Abeer Will, Kati Eichel, Shahrazad Catharina Husimann, Alexandra Rederer und Franziska Fink.

## Gewinner im Solo (nur Erwachsene)
Alle Ergebnisse, siehe Fußnote.
| Disziplin                                            | Gold                    | Silber                  | Bronze                    |
| ---------------------------------------------------- | ----------------------- | ----------------------- | ------------------------- |
| Orientalisch – Contemporary – Solo – Erwachsene 1    | Laura Groß              | Erika Gubbe             | Cira Burger               |
| Orientalisch – Contemporary – Solo – Erwachsene 2    | Anja Lempe              | Maria Shavgurjan        | Marina Nickel             |
| Orientalisch – Contemporary – Solo – Erwachsene 3    | -                       | -                       | -                         |
| Orientalisch – Folklore – Solo – Erwachsene 1        | Aliah Zalyaeva          | Erika Gubbe             | Marina Nickel             |
| Orientalisch – Folklore – Solo – Erwachsene 2        | -                       | -                       | -                         |
| Orientalisch – Folklore – Solo – Erwachsene 3        | Christine Förster       | Susanne Marysko-Helmers | Karin Bretzger            |
| Orientalisch – Klassisch – Solo – Erwachsene 1       | Erika Gubbe             | Aliah Zalyaeva          | Evelyn Wegmann            |
| Orientalisch – Klassisch – Solo – Erwachsene 2       | Maria Shavgurjan        | Melanie Katharina Weber | Marina Nickel             |
| Orientalisch – Klassisch – Solo – Erwachsene 3       | -                       | -                       | -                         |
| Orientalisch – Show / Fantasie – Solo – Erwachsene 1 | Evanthia Zanic          | Helen Habel             | Katharina Nettersheim     |
| Orientalisch – Show / Fantasie – Solo – Erwachsene 2 | Melanie Katharina Weber | Anja Lempe              | Claudia Seja              |
| Orientalisch – Show / Fantasie – Solo – Erwachsene 3 | Petra Knab              | Andrea Nettersheim      | Irina Voigtländer         |
| Tribal-Fusion – Solo – Erwachsene 1                  | -                       | -                       | -                         |
| Tribal-Fusion – Solo – Erwachsene 2                  | Anastasiia Hoffmann     | Annett Frantz-Kochs     | Stefanie Bergmeier-Hupfer |